# Kyra Lamberink
Kyra Lamberink, née le 15 avril 1996 à Bergentheim, est une coureuse cycliste néerlandaise, spécialiste des épreuves de vitesse sur piste. Elle est notamment championne d'Europe de vitesse par équipes en 2021.

## Biographie
En 2012, Kyra Lamberink prend la troisième place du 500 mètres au championnat des Pays-Bas juniors. L'année suivante, elle remporte deux titres nationaux juniors, sur 500 mètres contre-la-montre et en keirin. En outre, elle est médaillée de bronze du keirin au championnat d'Europe juniors. En 2016 et 2017, elle devient championne d'Europe de vitesse par équipes espoirs respectivement avec Elis Ligtlee, puis avec Hetty van de Wouw. Lors de la deuxième manche de la Coupe du monde 2016-2017 à l'Apeldoorn, Lamberink prend la deuxième place avec Shanne Braspennincx de la vitesse par équipes.
Lors des mondiaux sur piste 2018, disputés à domicile à Apeldoorn, elle devient vice-championne du monde de vitesse par équipes avec Shanne Braspennincx, Laurine van Riessen et Hetty van de Wouw. En 2019, avec Braspennincx, elle décroche en vitesse par équipes la médaille de bronze aux Jeux européens et aux championnats d'Europe d'Apeldoorn. Elle est également médaillée de bronze du keirin aux championnats d'Europe. En 2021, elle décroche son premier grand titre en devenant championne d'Europe de vitesse par équipes avec Shanne Braspennincx, Hetty van de Wouw et Steffie van der Peet.

## Palmarès

### Jeux olympiques
- Paris 2024
  - 4e de la vitesse par équipes

### Championnats du monde
| Épreuve / Édition | 500 mètres | Vitesse par équipes |
| Apeldoorn 2018    | 7e         | Argent              |
| Pruszków 2019     | 6e         | 5e                  |
| Glasgow 2023      |            | 4e                  |
| Ballerup 2024     |            | Argent              |

### Coupe du monde
- 2016-2017
  - 2e de la vitesse par équipes à Apeldoorn
- 2017-2018
  - 2e de la vitesse par équipes à Pruszków
- 2018-2019
  - 3e de la vitesse par équipes à Londres

### Coupe des nations
- 2022
  - 1re de la vitesse par équipes à Glasgow (avec Steffie van der Peet, Hetty van de Wouw et Laurine van Riessen)
  - 2e de la vitesse par équipes à Milton
  - 3e du 500 mètres à Glasgow
- 2024
  - 1re de la vitesse par équipes à Milton (avec Steffie van der Peet et Hetty van de Wouw)

### Championnats d'Europe
| Édition / Épreuve          | 500 mètres | Keirin | Vitesse par équipes                                                      |
| Anadia 2013 (juniors)      |            | Bronze |                                                                          |
| Athènes 2015 (espoirs)     |            |        | Bronze                                                                   |
| Montichiari 2016 (espoirs) |            |        | Or (avec Elis Ligtlee)                                                   |
| Anadia 2017 (espoirs)      | Bronze     |        | Or (avec Hetty van de Wouw)                                              |
| Berlin 2017                |            |        | Bronze (avec Shanne Braspennincx et Hetty van de Wouw)                   |
| Apeldoorn 2019             |            |        | Bronze                                                                   |
| Granges 2021               |            |        | Or (avec Shanne Braspennincx, Hetty van de Wouw et Steffie van der Peet) |
| Munich 2022                | 7e         |        | Argent (avec Braspennincx, van der Peet et van de Wouw)                  |
| Granges 2023               | 7e         |        | Bronze (avec van der Peet et van de Wouw)                                |
| Apeldoorn 2024             |            |        | Bronze (avec van der Peet et van de Wouw)                                |

### Jeux européens
| Édition / Épreuve | Vitesse par équipes |
| Minsk 2019        | Bronze              |

### Championnats nationaux
- Championne des Pays-Bas du 500 mètres en 2016, 2017 et 2018
- Championne des Pays-Bas de vitesse par équipes en 2016, 2017, 2018 et 2021